# Сфигмография
Сфигмогра́фия (греч. sphygmós — «пульс» и gráphō — «пишу») — медицинский инструментальный метод исследования артериального пульса, основанный на регистрации колебаний поверхностного участка артерии во время прохождения по нему пульсовой волны, получивший распространение в XIX—XX веках.

## История

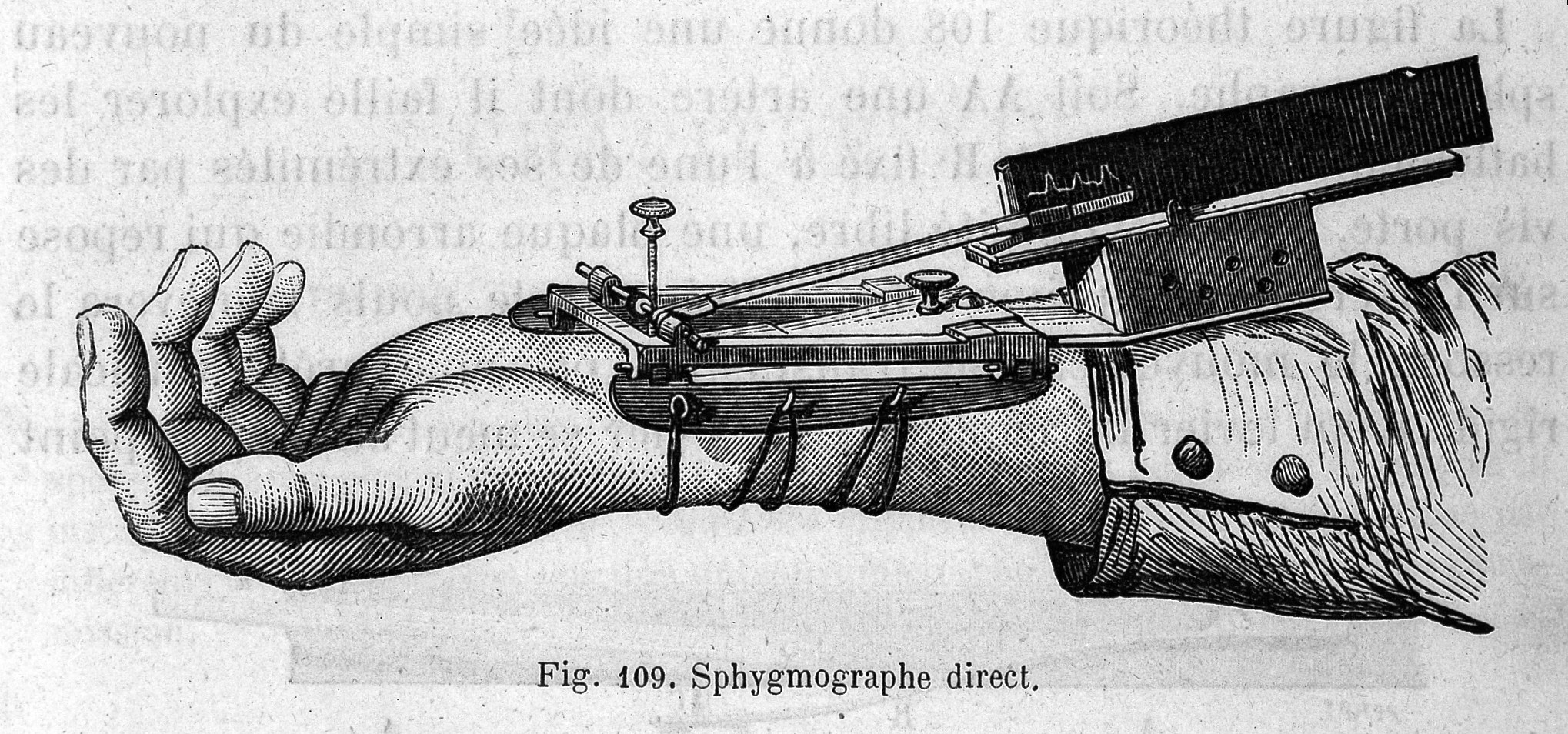
Сфигмограф Маре. Иллюстрация из книги 1881 года

Сфигмография ведёт свою историю с изобретения сфигмографа в 1854 году немецким врачом Карлом фон Фирордтом (1818—1884). Первые приборы для регистрации пульса (а их было несколько разновидностей), были полностью механическими.
Некоторые авторы из России до сих пор используют термин «сфигмография», распространяя его на разные способы записи пульсовых волн в кровеносных сосудах, в основном, с использованием компрессионной манжеты. В то же время в других странах употребление этого термина прекратилось с исчезновением механических сфигмографов (термин употребляется лишь в историческом аспекте), а методы исследования называют по принципу получения записи, например, компьютерная томография дуги аорты, апланационная тонометрия сонных и бедренных артерий, эхо-трекинг и т.д. Вероятно, неудачные российские традиции поддерживаются принятым в СССР в начале 70-х годов XIX века и устаревшим ГОСТ, в котором, однако, не было определения «сфигмограф», а давались отдельные определения «сфигмоартериограф» и «сфигмофлебограф».

## Сфигмограф
Основная статья: Сфигмограф
Сфигмограф — прибор для получения сфигмограммы, графического отображения свойств пульса. Сфигмограф состоял из приемника механических колебаний поверхностно расположенной стенки артерии, преобразователя и регистрирующего устройства. Чувствительным элементом сфигмографа являлся датчик (приёмник) в виде пелота с рычагом в роли преобразователя (как в сфигмографе Маре). В СССР в начале и середине XX века для преобразования механических сигналов использовали фотоэлектрические, электромагнитные, пьезокристаллические или тензометрические датчики, а в качестве регистрирующего устройства использовали электрокардиограф с чернильной записью.

## Предназначение метода
Сфигмография позволяла оценить:
- Проходимость периферических сосудов;
- Свойства пульса: частоту, ритмичность, наполнение, напряжение, высоту, что может играть вспомогательную роль при осмотре пациента с пороком сердца[5];
- Возможное повышение или понижение артериального давления, относительно нормального уровня, если использовались дополнительные приёмы пережатия исследуемой артерии.

Некоторые российские авторы утверждают, что сфигмография с использованием компрессионной манжеты может являться методом оценки скорости распространения пульсовой волны (СРПВ) в аорте: 
- Как «прокси»-метод (при оценке «сфигмограмм» в двух разноудалённых точках исследования пульса; также называемый «многоканальным методом»);
- Как непрямой метод (при «контурном анализе» пульсовой волны, полученной в одной точке; также называемый «одноканальным», как в устройствах, совмещающих осциллометрическую сфигмоманометрию и получение периферических и центральных «сфигмограмм», используемых, например, для амбулаторного мониторирования пульсовых волн).

Тем не менее, хорошо известно, что диагностическая ценность «прокси»-методов анализа СРПВ катастрофически падает по мере удаления точек исследования от аорты, а непрямые методы с «контурным анализом» и вовсе неприменимы для медицинских целей.
В первой половине XX века также утверждалось, что сфигмография позволяет оценить ударный объём сердца по предложенным в то время методам Вецлера—Бегера или Бремзеля—Ранке, а также, учитывая взаимоотношения ударного объёма с артериальным давлением, периферическое сосудистое сопротивление.

## «Виды» сфигмографии и сфигмограммы
Собственно «сфигмография» регистрировала колебания сосуда на участке тела при помощи приемника, который был строго фиксирован над артерией, не оказывая на ее стенки существенного давления. Такое исследование было возможно лишь там, где артерии расположены поверхностно, и в тех точках, где обычно проводят пальпацию пульса.
Подразумевалось, что так называемая «объёмная сфигмография» могла определять суммарные объёмные изменения шеи (или конечности) пациента, на которую одевают компрессионную (для шеи - узкую, с камерой размером не более половины длины окружности) пневматическую манжету (по указанному выше ГОСТу, прибор для измерения зависимости объема органа или участка тела при кровенаполнении от времени называется «плетизмовазограф»). В середине XX  века в СССР считалось, что объёмная сфигмография занимает промежуточное положение между сфигмографией и плетизмографией. В доступной литературе термин «объёмная сфигмография» или «volume sphygmography» можно встретить лишь в небольшом количестве публикаций отдельных российских авторов, а в мировом сообществе исследователей этот термин в настоящее время не употребляется. В современной медицине хорошо известно, что пневматические манжеты улавливают не сфигмограммы, а лишь осцилляции, что и является основой для осциллометрии. 
Как следствие приверженности отдельных российских авторов старому термину, в  2016 году Приказом Министерства здравоохранения РФ 997-н от 26.12.2016 Приложение 15 пункт 10 в стандарт оснащения отделений функциональной диагностики современных клиник включены строчки, в которых указаны «аппараты для объемной сфигмографии». Отношение к данному приказу в медицинской среде неоднозначное, он подвергается критике так как потребности в «аппаратах для объемной сфигмографии» нет. 
Можно также обнаружить термин «объёмная сегментарная сфигмография», подразумевающий регистрацию объёмных изменений любого участка тела, доступного для наложения манжеты. Искомым показателем при проведении ОСФГ является приблизительная оценка скорости распространения пульсовой волны в артериях эластического и мышечного типов. К артериям эластического типа относятся аорта, подключичная, сонная и лёгочная артерии, к артериям мышечного типа — плечевая, лучевая, бедренная и артерии голени.

## Подготовка и техника проведения
Правила подготовки к исследованиям, регистрирующим пульсовые волны, были схожи с правилами подготовки к измерению артериального давления (сфигмоманометрии). За некоторое время перед исследованием исключали факторы, влияющие на пульс и артериальное давление пациента: психическое напряжение (также и во время проведения исследования), приём пищи (за 1 час), физическая нагрузка, употребление тонизирующих напитков (чая, кофе, какао), приём лекарств, курение (за 1,5—2 часа), употребление алкоголя.
Чаще использовали положение тела пациента лёжа на спине. Руки немного раздвинуты в стороны, голова чуть приподнята (находится на подушке).
При исследовании сонной артерии голову слегка отводили в сторону, шейные мышцы должны были быть расслаблены. Пелот или воронку устанавливали на уровень верхнего края щитовидного хряща или выше под нижнюю челюсть, в зависимости от места наилучшей пульсации, определяемой пальпаторно. Исследование бедренной артерии проводили в верхней трети передней поверхности бедра (треугольнике Скарпа).
Для исследования артерий в настоящее время используют в основном ультразвуковые методы (включая эластографию) и иногда магнито-резонанстную томографию. 
СРПВ в этих методах оценивают по одновременной или синхронизированной записи пульсовых волн в двух участках артериального русла, соотнося разницу во времени прихода волны в эти участки к расстоянию между ними. Разделение контура пульсовой волны в одной артерии (с помощью специальных алгоритмов) на прямые и отраженные волны как метод анализа в настоящее время не рекомендуется. Различные техники анализа пульсовых волн позволяют также получить значения центрального артериального давления и индекса аугментации . Однако, перечисленные методы не относятся к сфигмографии.

## Сфигмограмма

Сфигмограмма (схема) сонной артерии (центрального пульса). ab — Анакрота, bc — Плато, cf — Катакрота, cde — Инцизура, e — Дикротический подъём. Систолические волны: b — ранняя систолическая, с — поздняя систолическая

Сфигмограмма — результат сфигмографии в виде кривой, по которой определяют свойства пульса, зарегистрированного в какой-либо точке поверхности тела.
Элементы сфигмограммы:
Анакрота — интервал подъёма пульсовой волны. Во время систолы левого желудочка сердца порция крови (50—90 мл) резко выбрасывается в аорту и расходится далее по артериям. На пике анакроты (на рисунке в точке b) регистрируется систолическое артериальное давление.
Катакрота — интервал падения волны. Происходит во время оттока крови из артерий в капилляры. На самой нижней точке катакроты (точка f) регистрируется диастолическое артериальное давление.
Дикротический подъём (зубец) — вторичный подъём на катакроте. Во время закрытия аортального клапана (участок cd) давление в артериях начинает резко падать, так как кровь кратковременно течёт в обратном направлении к сердцу, но после полного закрытия этого клапана, она вновь устремляется в аорту (участок de). Момент полного закрытия клапана на сфигмограмме соответствует самой нижней точке инцизуры (вырезки) (точка d). После дикротического подъёма давление падает более медленно (участок ef).